# Bilan d'aptitude délivré par les grandes écoles
O Bilan d'aptitude délivré par les grandes écoles ou BADGE ou B.A.D.G.E é um diploma francês criado em 2002 pela Conférence des grandes écoles, e destinado principalmente como um diploma de dois anos após o fim dos estudos secundários.
O programa BADGE inclui uma série de elementos: pelo menos 200 horas de instrução, incluindo trabalho teórico e prático, projectos de equipa e possivelmente aprendizagem à distância, e um teste de validação final. O programa tem lugar durante 7 semanas a 24 meses no máximo, sujeito a formação/empresa alternada onde o período é mais longo do que seis meses.